# Flernivåstyrning
Flernivåstyrning är en statsvetenskaplig teori som härrör från studier av EU:s politiska processer, i synnerhet arbetet med EU:s strukturfonder. Statsvetarna Liesbet Hooghe och Gary Marks var de som först utvecklade konceptet i början av 1990-talet. Begreppet används både för att beskriva de verkliga politiska processerna (politisk styrning, politisk koordinering med mera) och som ett normativt begrepp (hur processerna borde ske eller hur de inte borde ske). Teorin säger, då den appliceras på EU-nivån, att den politiska styrningen i Europa har förändrats radikalt under senare årtionden. Staterna är fortfarande den viktigaste politiska aktören, men vid EU:s policyprocesser interagerar en mängd olika aktörer från flera olika nivåer. 